# Meidling
Meidling es el duodécimo distrito de Viena, Austria. Está ubicado al suroeste de los distritos centrales. Fue establecido en el año 1892. A 1 de enero de 2016 tenía 94 179 habitantes en un área de 8,21 km². El mayor parque del distrito es el Parque Haydn, de unos 26 500 m².

## Imágenes

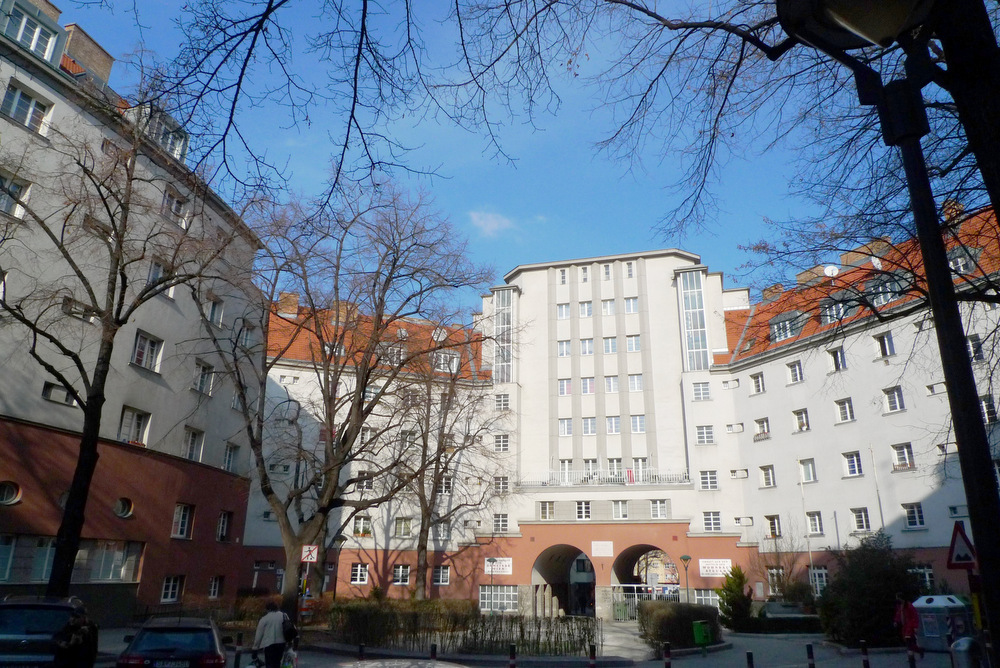
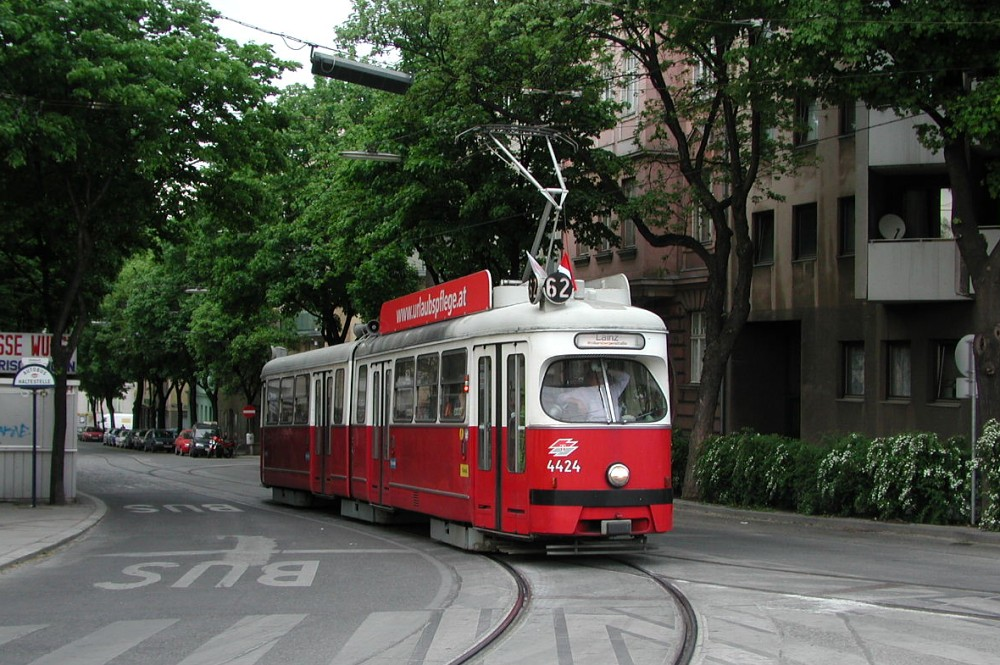
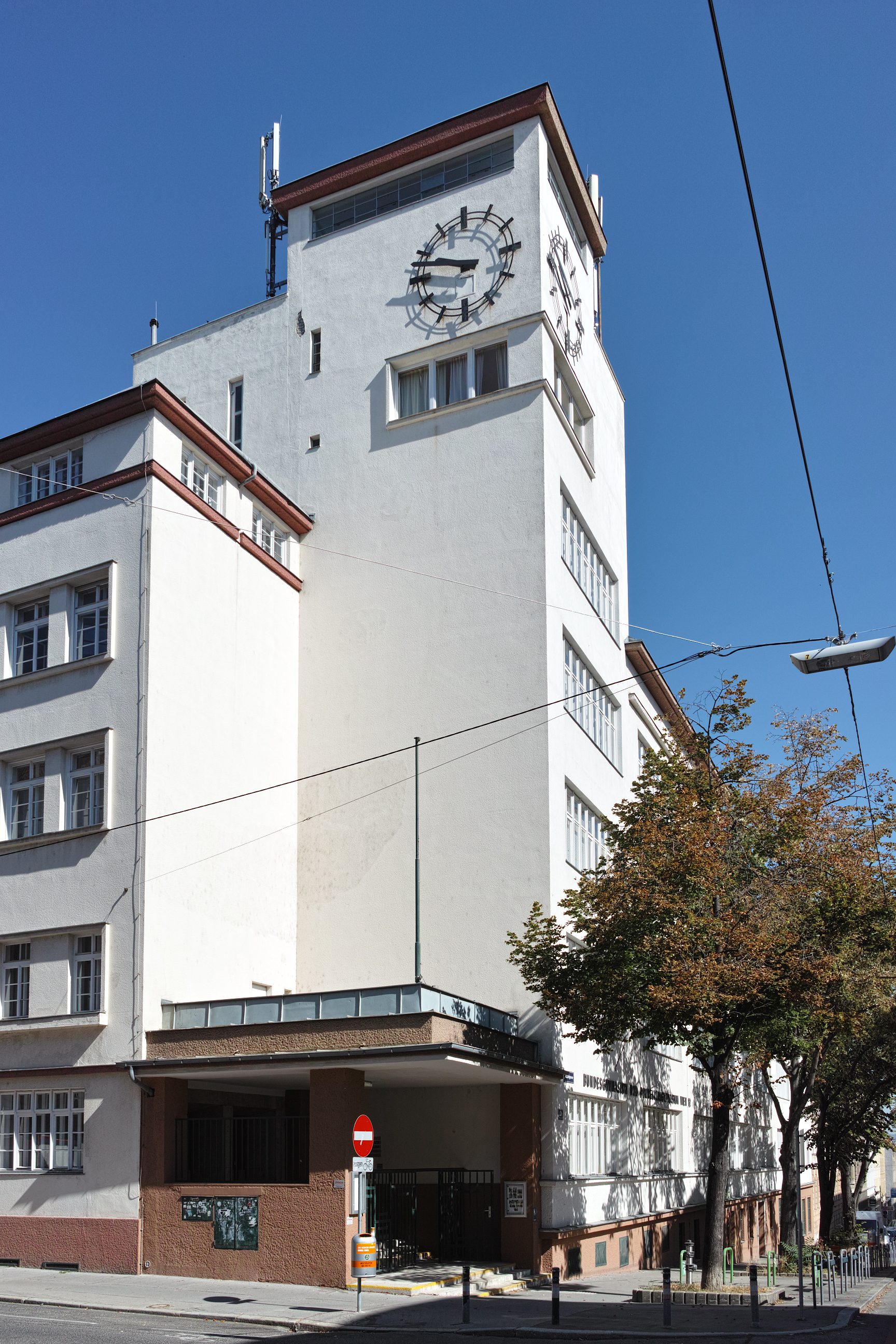